# Säsong 17 av Simpsons
Säsong 17 av Simpsons sändes mellan 11 september 2005 och 21 maj 2006. Al Jean fortsatte som show runner med David Silverman som ansvarig regissör av animeringen, säsongen innehöll sju avsnitt som producerades för säsong 16, (GABF). Avsnittet The Girl Who Slept Too Little, var planerad att sändas som säsongsavslutning under säsong 16 men flyttades till den här säsongen efter att Johannes Paulus II avlidit.
Avsnittet The Seemingly Never-Ending Story vann en Primetime Emmy Awards för "Outstanding Animated Program", det var nionde gången som serien vann priset. Kelsey Grammer fick också en Emmy Award för "Outstanding Voice-Over Performance" för avsnittet The Italian Bob. Enligt Nielsen Rating sågs säsongen i genomsnitt av 9,2 miljoner.

## Lista över avsnitt
| Nr i serien | Nr i säsongen | Titel                                | Regissör                                 | Författare                        | Sändningsdatum    | Produktkod |
| --- | ------------- | ------------------------------------ | ---------------------------------------- | --------------------------------- | ----------------- | ---------- |
| 357 | 1             | "Bonfire of the Manatees"            | Mark Kirkland                            | Dan Greaney                       | 11 september 2005 | GABF18     |
| Homer blir skyldig maffian pengar och låter dem spela in en porrfilm i deras hem. Inför inspelningen lurar han iväg Marge och barnen till "Santa's Village". Då Marge får reda på vad som hänt lämnar hon Homer och barnen och träffar Caleb Thorn som jobbar med sirendjur. Gästskådespelare: Alex Baldwin och Joe Mantegna. |               |                                      |                                          |                                   |                   |            |
| 358 | 2             | "The Girl Who Slept Too Little"      | Raymond S. Persi                         | John Frink                        | 18 september 2005 | GABF16     |
| Då familjen Simpson inte tillåter att de får det nya postmuseet som granne flyttar staden på kyrkogården så att den blir granne med familjen Simpson istället. Lisas rum är det enda som ligger mot kyrkogården och hon blir rädd på natten och sover hos Homer och Marge. Då Homer och Marge inser att de heller inte kan sova i Lisas rum söker de hjälp hos en psykiatriker medan Lisa tänker övernatta på kyrkogården. |               |                                      |                                          |                                   |                   |            |
| 359 | 3             | "Milhouse of Sand and Fog"           | Steven Dean Moore                        | Patric M. Verrone                 | 25 september 2005 | GABF19     |
| Maggie får vattkoppor och Homer som själv inte haft vattkoppor måste hålla sig undan och passar på att bjuda in andra barn från grannskapet så att de också blir smittade. Milhouse föräldrar börjar dejta varandra igen och han försöker få dem att separera sig igen och tar hjälp av Bart vilket resulterar i att Homer och Marge separera istället. |               |                                      |                                          |                                   |                   |            |
| 360 | 4             | "Treehouse of Horror XVI"            | Godzilla vs. Silverman (David Silverman) | Marc Will Killmore (Marc Wilmore) | 6 november 2005   | GABF17     |
| Kang & Kodos blir irriterade på att en Baseboll-match har gått över tiden och snabbspolar tiden lite för mycket. B.I.: Bartificial Intelligence - Bart hamnar i koma och familjen skaffar roboten David som en ersättare. Alla i familjen älskar David men då Bart vaknar upp ur koman bestämmer sig familjen att en av dem måste bort, och släpper av Bart i skogen. Survival of the Fattest - Mr. Burns anordnar en middagsbjudning, i slutet av middagen berättar att han har tänkt jaga världen farligaste byte, människan. Gästerna börjar då sin kamp med att gömma sig för Mr. Burns och hans jaktvapen. I've Grown a Costume on Your Face - Då en riktig häxa diskas efter att hon vunnit en kostymtävling i Springfield för hon inte hade någon kostym förvandlar hon invånarna i Springfield så det blir det som de har klätt ut sig till. Gästskådespelare: Dennis Rodman och Terry Bradshaw. |               |                                      |                                          |                                   |                   |            |
| 361 | 5             | "Marge's Son Poisoning"              | Mike B. Anderson                         | Daniel Chun                       | 13 november 2005  | GABF20     |
| Marge skaffar en tandemcykel och Bart tycker synd om henne då ingen vill följa med henne så han bestämmer sig för att följa med henne på cykelutflykter och börjar få rykte som sin mammas pojke. Homer börjar träna enbart sin höger arm och tillsammans med Moe deltar de i en armbrytningsturnering. |               |                                      |                                          |                                   |                   |            |
| 362 | 6             | "See Homer Run"                      | Nancy Kruse                              | Stephanie Gillis                  | 20 november 2005  | GABF21     |
| Det är fars dag och då Homer råkar förstöra Lisas present blir hon ledsen. Senare i skolan vill Martin låna hennes penna och hon inser att hon är trött på män och får ett utbrott. Skolans psykiatriker kommer fram till att Homer måste bli en bättre fadersfigur. Homer börjar jobba som skolans maskot för säkerhet och ställer senare upp i borgmästarvalet. |               |                                      |                                          |                                   |                   |            |
| 363 | 7             | "The Last of the Red Hat Mamas"      | Matthew Nastuk                           | Joel H. Cohen                     | 27 november 2005  | GABF22     |
| Familjen går på borgmästarens påskäggsjakt där Marge försöker få nya vänner. Efter några dagar hittar Marge till slut en vän som är medlem i "Cheery Red Tomatoes" och blir inbjuden till klubben på prov. Lisa tar hjälp av Milhouse för att få åka på sommarläger i Italien och en liten romans mellan dem inleds. Gästskådespelare: Lily Tomlin. |               |                                      |                                          |                                   |                   |            |
| 364 | 8             | "The Italian Bob"                    | Mark Kirkland                            | John Frink                        | 11 december 2005  | HABF02     |
| Mr. Burns köper en ny bil och för att slippa tullavgifter låter han familjen Simpson hämta bilen från fabriken i Italien. Familjen råkar förstöra bilen och hamnar i den italienska byn Salsiccia där de söker hjälp till att få bilen reparerad och upptäcker att borgmästaren i byn råkar vara Sideshow Bob. Gästskådespelare: Kelsey Grammer, Marcia Wallace och Maria Grazia Cucinotta. |               |                                      |                                          |                                   |                   |            |
| 365 | 9             | "Simpsons Christmas Stories"         | Steven Dean Moore                        | Don Payne                         | 18 december 2005  | HABF01     |
| Det är jul i Springfield. I kyrkan råkar pastorn för en tågolycka och Homer bestämmer sig för att berätta julevangeliet. Farfar berättar för barnen om hur hans bror, Cyrus försvann och han och Mr. Burns hamnade på en öde ö och förrådes av jultomten. Springfield Elementary anordnar en dansuppvisning av Nötknäpparen och efteråt kommer hela Springfield i julstämning innan Homer kommer på att han glömt köpa en present till Marge. |               |                                      |                                          |                                   |                   |            |
| 366 | 10            | "Homer's Paternity Coot"             | Mike B. Anderson                         | Joel H. Cohen                     | 8 januari 2006    | HABF03     |
| En död brevbärare med 40 år gamla brev hittas i en glaciär som smält efter att Springfield inför vägavgift. Posten levererar breven och Farfar upptäcker att Mona var otrogen med badvakten Mason Fairbank och Homer söker upp honom i tron att han kanske är hans riktiga fader. Gästskådespelare: Joe Frazier, Michael York och William H. Macy |               |                                      |                                          |                                   |                   |            |
| 367 | 11            | "We're on the Road to D'ohwhere"     | Nancy Kruse                              | Kevin Curran                      | 29 januari 2006   | HABF04     |
| Bart besöker skolans ångtunnel och skolan blir beroende av reparation. Rektor Skinner skickar iväg Bart till ett disciplinläger och Homer missar Moes resa till Las Vegas för att åka med Bart till disciplinlägret då han inte får flyga ensam. Marge anordnar en loppmarknad och säljer familjens mediciner och blir dagen efter gripen av Clancy Wiggum. Gästskådespelare: Marcia Wallace. |               |                                      |                                          |                                   |                   |            |
| 368 | 12            | "My Fair Laddy"                      | Bob Anderson                             | Michael Price                     | 26 februari 2006  | HABF05     |
| Homer förstör sitt sista par av sina blåa byxor och försöker få företaget att börja tillverka byxorna igen genom en ny reklamkampanj. Eleverna på Springfield Elementary får en ny idrottslärare som bara är intresserad av sporten, "Bombardment". Lisa låter vaktmästare Willie flytta in till familjen och försöker få honom att bli en gentleman inför skolans vetenskapsmässa. Gästskådespelare: Marcia Wallace. |               |                                      |                                          |                                   |                   |            |
| 369 | 13            | "The Seemingly Never-Ending Story"   | Raymond S. Persi                         | Ian Maxtone-Graham                | 12 mars 2006      | HABF06     |
| Homer tar med familjen till Carl's Dad Caverns och fastnar i ett hål. Med familjen letar efter hjälp berättar Lisa för honom vad som hände henne förra veckan, då hon träffade Mr. Burns som blivit av med kärnkraftverket. Gästskådespelare: Marcia Wallace och Maurice LaMarche. |               |                                      |                                          |                                   |                   |            |
| 370 | 14            | "Bart Has Two Mommies"               | Michael Marcantel                        | Dana Gould                        | 19 mars 2006      | HABF07     |
| Ned vinner en Femac i ett ankrace och ger datorn till Marge mot att hon sitter barnvakt åt hans barn. Rod och Todd Flanders älskar att ha Marge som barnvakt eftersom Ned inte låter dem att ha roligt. Homer tar med barnen till Zoo där Bart blir kidnappad av en apa, Toot Toot. Gästskådespelare: Antonio Fargas, Dave Thomas, Randy Johnson och Susan Sarandon. |               |                                      |                                          |                                   |                   |            |
| 371 | 15            | "Homer Simpson, This Is Your Wife"   | Matthew Nastuk                           | Ricky Gervais                     | 26 mars 2006      | HABF08     |
| Homer blir avundsjuk på Lenny som köpt en HD-plasma-TV och deltar i en dokusåpa där man byter fruar med varandra för en månad. Marge hamnar hos familjen Heathbar och maken blir intresserad av henne medan Homer och barnen är irriterad på hans fru. Gästskådespelare: Marcia Wallace och Ricky Gervais. |               |                                      |                                          |                                   |                   |            |
| 372 | 16            | "Million Dollar Abie"                | Steven Dean Moore                        | Tim Long                          | 2 april 2006      | HABF09     |
| Springfield ska få sitt första proffslag till den NFL men då farfar förstör allt planerar han att ta livet av sig. Då han insåg att han fick en andra chans blir han matador men får Lisa emot sig. Gästskådespelare: Rob Reiner. |               |                                      |                                          |                                   |                   |            |
| 373 | 17            | "Kiss Kiss, Bang Bangalore"          | Mark Kirkland                            | Dan Castellaneta & Deb Lacusta    | 9 april 2006      | HABF10     |
| Patty och Selma träffar sin idol Richard Dean Anderson och får veta att han hatade MacGyver och kidnappar honom. För att tjäna mer pengar flyttar Mr. Burns kärnkraftverket till Indien och Homer följer med i flytten och blir kraftverkets nya VD och gud. Gästskådespelare: Richard Dean Anderson. |               |                                      |                                          |                                   |                   |            |
| 374 | 18            | "The Wettest Stories Ever Told"      | Mike B. Anderson                         | Jeff Westbrook                    | 23 april 2006     | HABF11     |
| Familjen besöker Frying Dutchman och i väntan på maten berättar Lisa, Homer och Bart varsin historia om havet. Lisa om Mayflower Madman, Homer om The Whine-Bar Sea samt Bart om Watership D'ohn. |               |                                      |                                          |                                   |                   |            |
| 375 | 19            | "Girls Just Want to Have Sums"       | Nancy Kruse                              | Matt Selman                       | 30 april 2006     | HABF12     |
| Springfield Elementary delar skolan i två delar, en för pojkar och en för tjejer. Lisa tröttnar snabbt på att flickornas utbildning håller en lägre nivå än pojkarna och tillsammans med Marge klär hon ut sig till en pojke och med hjälp av Bart börjar hon bete sig som en pojke. Gästskådespelare: Frances McDormand och Marcia Wallace. |               |                                      |                                          |                                   |                   |            |
| 376 | 20            | "Regarding Margie"                   | Michael Polcino                          | Marc Wilmore                      | 7 maj 2006        | HABF13     |
| Bart ser till så att posten tror att de bor på 74 Evergreen Terrace och Marge vinner därmed en fri städning. Inför att städarna kommer börjar Marge städa huset och tuppar av under tiden hon försökte ta bort en svår fläck. När hon vaknar har hon minnesförlust och kommer till slut ihop allting förutom vem Homer är. Gästskådespelare: Gene Tenace, Marcia Wallace och Sal Bando. |               |                                      |                                          |                                   |                   |            |
| 377 | 21            | "The Monkey Suit"                    | Raymond S. Persi                         | J. Stewart Burns                  | 14 maj 2006       | HABF14     |
| Sommarlovet är på väg att ta slut och invånarna gör sina sitter uppdrag innan sommaren är slut. Ned upptäcker att man inte använder kreationsteorin längre och ser till så att Springfield Elementary börjar använda den istället för evolutionsteorin. Lisa bestämmer sig för att försöka få tillbaka den vetenskapliga evolutionsteorin. Gästskådespelare: Larry Hagman och Melanie Griffith. |               |                                      |                                          |                                   |                   |            |
| 378 | 22            | "Marge and Homer Turn a Couple Play" | Bob Anderson                             | Joel H. Cohen                     | 21 maj 2006       | HABF16     |
| Familjen går på slutspelsmatchen för Springfield Isotopes där Marge och Homer kysser varandra på Jumbotronen och upptäcks av basebollspelaren Buck Mitchell vars äktenskap med sångaren Tabitha Vixx är i kris och bestämmer sig för att ta hjälp av dem. Gästskådespelare: Mandy Moore och Stacy Keach. |               |                                      |                                          |                                   |                   |            |

## Hemvideoutgivningar
Den 2 december 2014 släpptes hela säsongen på DVD och bluray i region 1. Den dagen släpptes också, i region 1, en samlarutgåva med Sideshow Bobs ansikte.